# Dmitrij Pawłow (minister)
Dmitrij Wasiljewicz Pawłow (ros. Дми́трий Васи́льевич Па́влов, ur. 29 września?/12 października 1905 w Petersburgu, zm. 17 czerwca 1991 w Moskwie) – radziecki polityk i wojskowy, minister przemysłu spożywczego ZSRR (1949–1951), minister przemysłu rybnego ZSRR (1952–1953), minister handlu ZSRR (1955–1958), generał porucznik służb kwatermistrzowskich.

## Życiorys
Od 1926 w WKP(b), 1934-1936 studiował w Wszechzwiązkowej Akademii Handlu Zagranicznego, 1936-1938 był dyrektorem fabryki w Kazaniu. Od maja 1938 do stycznia 1939 ludowy komisarz handlu Tatarskiej ASRR, od stycznia 1939 do września 1945 ludowy komisarz handlu Rosyjskiej FSRR, równocześnie od września 1941 do stycznia 1942 pełnomocnik Państwowego Komitetu Obrony ZSRR ds. zaopatrzenia w żywność Leningradu i Frontu Leningradzkiego, od stycznia 1942 do maja 1946 szef Zarządu Aprowizacji Ludowego Komisariatu Obrony ZSRR w stopniu generała majora (od 19 stycznia 1943), następnie generała porucznika (od 11 maja 1944), od maja 1943 do maja 1946 zastępca Głównego Kwatermistrza Armii Czerwonej. Od maja 1946 do września 1948 zastępca ministra przemysłu rybnego wschodnich rejonów ZSRR, od września do grudnia 1948 zastępca przewodniczącego, a od 28 grudnia 1948 do 5 sierpnia 1949 przewodniczący Biura ds. Przemysłu Spożywczego przy Radzie Ministrów ZSRR. Od 5 sierpnia 1946 do 26 kwietnia 1951 minister przemysłu spożywczego ZSRR, od 26 kwietnia 1951 do 20 maja 1952 przewodniczący Państwowego Biura Rady Ministrów ZSRR ds. zaopatrzenia towarami spożywczymi i przemysłowymi, następnie zastępca przewodniczącego Biura ds. Przemysłu Spożywczego przy Radzie Ministrów ZSRR. Od 14 października 1952 do 17 października 1961 zastępca członka KC KPZR, od marca do sierpnia 1953 I zastępca ministra przemysłu lekkiego i spożywczego ZSRR, od sierpnia 1953 I zastępca ministra, a od 22 stycznia 1955 do 26 listopada 1958 minister handlu ZSRR. Od 28 listopada 1958 do 11 października 1972 minister handlu Rosyjskiej FSRR, następnie na emeryturze. 1958-1962 deputowany do Rady Najwyższej ZSRR, deputowany do Rady Najwyższej Rosyjskiej FSRR 1 kadencji i od 5 do 8 kadencji.

## Odznaczenia
- Order Lenina (trzykrotnie)
- Order Rewolucji Październikowej
- Order Czerwonego Sztandaru
- Order Czerwonego Sztandaru Pracy
- Order Wojny Ojczyźnianej I klasy
- Order Kutuzowa II klasy